# Invisible Island
L'Invisible Island (« Île Invisible ») est une petite île herbeuse située dans la baie des îles, sur la côte nord de la Géorgie du Sud, en Géorgie du Sud-et-les îles Sandwich du Sud. 
L'île est cartographiée en 1912-1913 par le naturaliste américain Robert Cushman Murphy.